# Melro-das-rochas-abissínio
Melro-das-rochas-abissínio (Monticola semirufus) é uma espécie de ave da família Muscicapidae. Pode ser encontrada nos seguintes países: Eritreia e Etiópia. Os seus habitats naturais são: florestas secas tropicais ou subtropicais e matagal árido tropical ou subtropical.